# Chicomóztoc

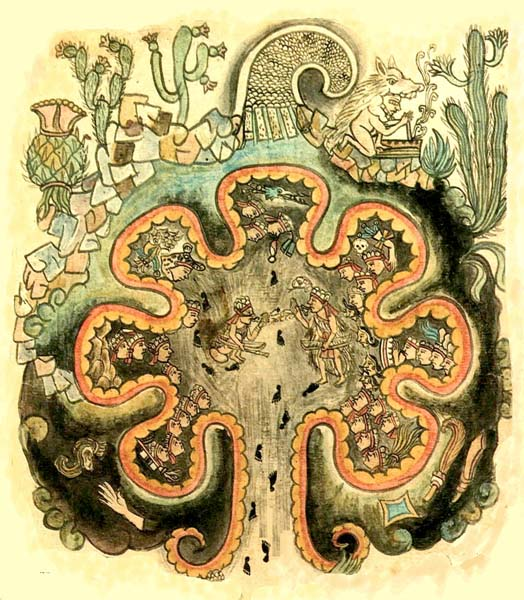
Imagen del Códice Historia tolteca-chichimeca del siglo, que representa la mítica Chicomóztoc.

Chicomóztoc (del náhuatl: Chikomostok ‘Lugar de siete cuevas’‘chikome, siete; ostotl, cueva; -k, locativo’) es el nombre del mítico lugar de origen de los pueblos Tepanecas, Xochimilcas, Chalcas, Acolhuas, Tlahuicas, Tlaxcaltecas y Mexicas; conocidos como "Las siete tribus nahuatlacas", de la región central de México en Mesoamérica, en el período posclásico.
Existe una asociación del Chicomóztoc con ciertas tradiciones relativas al legendario Colhuacán ("lugar de las personas con antepasados"), que fue visto como un lugar prestigioso y venerado por los pueblos nahuatlacas. En náhuatl codical escrito, el glifo que representa el topónimo de Colhuacán tomó la forma de una colina "torcida" o "curva". Algunos investigadores han intentado identificar el Chicomóztoc.

## Historia

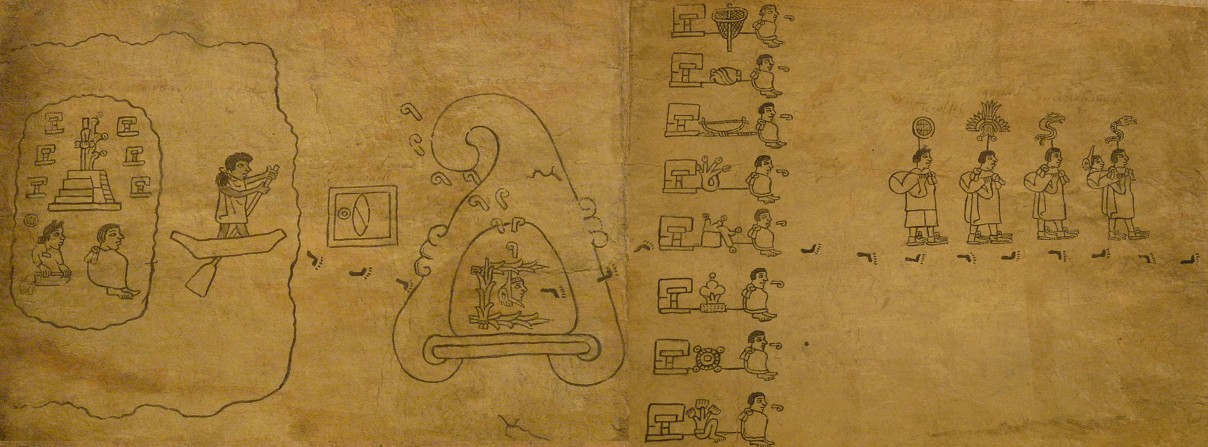
Fragmento del Códice Boturini donde se describe la migración desde Aztlán, pasando por el Chicomóztoc de donde salen "Los Siete Pueblos Nahuatlacas".

Dependiendo la fuente consultada, el papel del Chicomóztoc varía desde el lugar inicial de la peregrinación de los 7 pueblos nahuatlacas, hasta un lugar de paso de algunas de las migraciones salidas de Aztlán. Según el Códice Boturini, después de dejar Aztlán, la peregrinación llegó al Chicomóztoc donde se asentaron durante algún tiempo.
De este lugar los códices enumeran siete peregrinaciones que se dieron de manera secuencial de los siguientes pueblos: Xochimilca, Chalca, Tepaneca, Acolhua, Tlahuica, Tlaxcalteca y Mexica. Cabe resaltar que diversos códices hacen mención de muchas otras migraciones salidas desde el Chicomóztoc (aunque sin especificar si dichos pueblos también salieron de Aztlán), tales como: Cuitlahuica, Mizquica, Amecameca, Huexotzinca, Matlazinca, Malinalca y Cohuixca y que se asentaron en todo el Anáhuac.

### Controversia Aztlán-Chicomóztoc
Existe controversia acerca de la relación entre estos dos lugares. Entre las principales disyuntivas, se encuentra que Tezozomoc no hace diferencia entre Aztlán, Chicomóztoc y Colhuacán. Además, Fray Diego Durán, historiador español de la orden dominica, asegura que tanto Aztlán como Chicomóztoc hacen referencia al mismo lugar. Fray Bernardino de Sahagún, historiador, de la época hispana, no menciona al Aztlán y Lorenzo Boturini Benaducci menciona que Aztlán es el origen de la peregrinación y que el Chicomóztoc es solo un paso en la peregrinación.

## Las migraciones
Las fechas en que las migraciones ocurrieron son desconocidas en la actualidad. Dependiendo de la fuente, existen diversas menciones de cuándo llegaron al Anáhuac. La tabla siguiente refleja la primera y última mención, a la vez que detalla la fecha más aceptada de llegada:
| Pueblo      | Primera mención | Última mención | Año propuesto |
| ----------- | --------------- | -------------- | ------------- |
| Xochimilca  | 1180            | 1240           | 1200          |
| Chalca      | 1200            | 1200           | 1200          |
| Tepaneca    | 1150            | 1240           | 1200          |
| Acolhua     | 1150            | 1270           | 1200          |
| Tlaxcalteca | 1210            | 1280           | 1220          |
| Mexica      | 1240            | 1260           | 1250          |

## Ubicación propuesta
Las propuestas de localización real del Chicomóztoc son variadas. Actualmente, el Cerro Culiacán, ubicado en el estado mexicano de Guanajuato, ha sido identificado por diversos historiadores como el Chicomóztoc, identificado en las crónicas antiguas. Este volcán está ubicado en las inmediaciones de tres municipios: Cortázar, Salvatierra y Jaral del Progreso.
Como su nombre antiguo lo indica, Chicomóztoc, “lugar de siete cuevas”, se encuentran 7 cuevas principales de las más de 200 cuevas que tiene el cerro, desde nichos, abrigos rocosos y grutas de considerable profundidad. Estas están definidas por ser las 7 cuevas más importantes y grandes del cerro, las cuales en todos los casos presentan evidencia de que el hombre las utilizó y conoció.